# 阿爾拉米夫西卡沃利亞
49°50′13″N 23°13′49″E / 49.83694°N 23.23028°E
阿爾拉米夫西卡沃利亞（烏克蘭語：Арламівська Воля），是烏克蘭西部的村莊，隸屬利維夫州的亞沃里夫區。該村始建於1582年，面積2.45平方公里，海拔高度216米，2022年人口1,300。